# Unbinili
L'Unbinili, unbinilium o eka-radi, és el nom temporal d'un element químic de la taula periòdica encara no descobert, el símbol provisional de la qual és Ubn i el seu nombre atòmic 120.

## Història
El març-abril del 2007, es va intentar la síntesi de l'element 120 en el Flerov Laboratory of Nuclear Reactions en Dubna (Rússia) bombardejant un blanc de plutoni-244 amb ions de ferro-58. Una anàlisi inicial va mostrar que no es van produir àtoms de l'element 120 amb un límit de 0.7 pb per a la secció d'encreuament a l'energia estudiada.
No s'ha pogut entendre (error de sintaxi): {\displaystyle \,^{244}_{94}\mathrm{Pu} + \,^{58}_{26}\mathrm{Fe} \to \,^{302}_{120}\mathrm{Ubn} ^{*} \to \  {cap~\grave{a}tom}}

A l'abril-Maig de 2007, l'equip de GSI va intentar crear unbinili fent servir la reacció:
No s'ha pogut entendre (error de sintaxi): {\displaystyle \,^{238}_{92}\mathrm{U} + \,^{64}_{28}\mathrm{Ni} \to \,^{302}_{120}\mathrm{Ubn} ^{*} \to \  {cap~\grave{a}tom}}

No es van produir àtoms de l'element 120 amb un límit de 0,3 pb per a la secció d'encreuament a l'energia estudiada.
El GSI va repetir l'experiment amb més sensibilitat. Es van planificar inicialment dos runs o sèries de mesures separades, però l'informació indica que va haver un únic run del 19 de gener al 24 de març de 2008. Es van provar altres dues combinacions projectil-blanc que condueixen al mateix isòtop Ubn-302:
No s'ha pogut entendre (error de sintaxi): {\displaystyle \,^{244}_{94}\mathrm{Pu} + \,^{58}_{26}\mathrm{Fe} \to \,^{302}_{120}\mathrm{Ubn} ^{*} \to \  {cap~\grave{a}tom}}

No s'ha pogut entendre (error de sintaxi): {\displaystyle \,^{248}_{96}\mathrm{Cm} + \,^{54}_{24}\mathrm{Cr} \to \,^{302}_{120}\mathrm{Ubn} ^{*} \to \  {cap~\grave{a}tom}}

Després d'executar l'experiment durant 120 dies ininterromputs, i després de més de 2,6×1019 projectils que van xocar contra el blanc, no es va trobar cap cadena de desintegració de l'element 120.

## Unbinili estable
L'element 120 és d'interès perquè és part de la hipotètica illa d'estabilitat; l'isòtop 318 és el més estable dels que poden crear-se amb els mètodes actuals. Fent servir el model esfèric de formació de capes, l'element 120 seria el més pesat en una illa d'estabilitat, i també, al costat del 114, el més esfèric.
Dels resultats dels experiments de l'equip alemany del GSI es dedueix que la suposada illa d'estabilitat per a Z=120 i N=184 (120 protons i 184 neutrons) no serà excepcionalment elevada respecte a les regions veïnes.

## Reactivitat
L'unbinili seria molt reactiu, d'acord amb les propietats periòdiques conegudes, ja que aquest element pertany al grup dels metalls alcalinoterris. Seria molt més reactiu que altres elements més lleugers del seu grup. Reaccionaria violentament amb l'aire per formar òxid d'unbinili i amb l'aigua per formar hidròxid d'unbinili, que seria una base forta.